# Krieg und Konflikt
Die militärhistorische Buchreihe Krieg und Konflikt wird seit 2017 vom Campus Verlag in Frankfurt am Main verlegt. Verantwortliche Herausgeber sind Martin Clauss, Marian Füssel, Oliver Janz, Sönke Neitzel und Oliver Stoll.
In der Buchreihe werden Studien zur „modernen Militärgeschichte“ und zur „Kulturgeschichte der Gewalt“ veröffentlicht. Die Studien sind breit gefächert, sowohl in ihrem Untersuchungsgegenstand als auch in ihrer zeitlichen und räumlichen Verortung, die von der Antike bis zur Zeitgeschichte und über die ganze Welt reicht. Da ein Ziel der Buchreihe darin besteht, der außereuropäischen Militär- und Gewaltgeschichte in der deutschsprachigen Geschichtswissenschaft und akademischen Kreisen allgemein zu größerer Beachtung zu verhelfen, werden globalgeschichtliche Ansätze besonders priorisiert.

## Übersicht
- Takuma Melber: Zwischen Kollaboration und Widerstand. Die japanische Besatzung in Malaya und Singapur (1942–1945). Campus-Verlag, Frankfurt am Main 2017, ISBN 978-3-59-350817-7.
- Christoph Kamissek: Kriegslust und Fernweh. Deutsche Soldaten zwischen militärischem Internationalismus und imperialer Nation (1770–1870). Campus-Verlag, Frankfurt am Main 2018, ISBN 978-3-59-350812-2.
- Gundula Gahlen, Deniza Petrova, Oliver Stein (Hrsg.): Die unbekannte Front. Der Erste Weltkrieg in Rumänien. Campus-Verlag, Frankfurt am Main 2018, ISBN 978-3-59-350961-7.
- Heiko Brendel: »Lieber als Kacake als an Hunger sterben«. Besatzung und Widerstand im k. u. k. Militärgeneralgouvernement in Montenegro (1916–1918). Campus-Verlag, Frankfurt am Main 2019, ISBN 978-3-59-351035-4.
- Sven Petersen: Die belagerte Stadt. Alltag und Gewalt im Österreichischen Erbfolgekrieg (1740–1748). Campus-Verlag, Frankfurt am Main 2019, ISBN 978-3-59-351037-8.
- Thomas Raabe: Bedingt einsatzbereit? Internationale Rüstungskooperationen in der Bundesrepublik Deutschland (1979–1988). Campus-Verlag, Frankfurt am Main 2019, ISBN 978-3-59351133-7.
- Arne Karsten: Italiens Fahrt in die Moderne. Seekriegsführung und Staatsbildung im Kontext des Risorgimento. Campus-Verlag, Frankfurt am Main 2019, ISBN 978-3-59-351118-4.
- Martin Clauss, Christoph Nübel (Hrsg.): Militärisches Entscheiden. Voraussetzungen, Prozesse und Repräsentationen einer sozialen Praxis von der Antike bis zum 20. Jahrhundert. Campus-Verlag, Frankfurt am Main, ISBN 978-3-59-351174-0.
- Gundula Gahlen, Ralf Gnosa, Oliver Janz (Hrsg.): Nerven und Krieg. Psychische Mobilisierungs- und Leidenserfahrungen in Deutschland (1900–1939). Campus-Verlag, Frankfurt am Main, ISBN 978-3-59-351290-7.
- Jan Schmidt: Nach dem Krieg ist vor dem Krieg. Medialisierte Erfahrungen des Ersten Weltkriegs und Nachkriegsdiskurse in Japan (1914–1919). Campus-Verlag, Frankfurt am Main, ISBN 978-3-59-350823-8.
- Jan Philipp Bothe: Die Natur des Krieges. Militärisches Wissen und Umwelt im 17. und 18. Jahrhundert. Campus-Verlag, Frankfurt am Main, ISBN 978-3-59-351407-9.